# Kalle Anttila

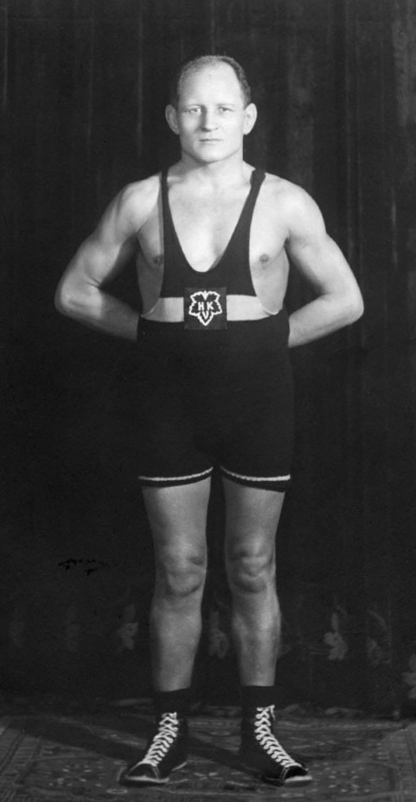
Kalle Anttila.

Kaarle "Kalle" Johan Jalmari Anttila, född 30 augusti 1887 i Muhos, död 1 januari 1975 i Helsingfors, var en finländsk brottare och skräddarmästare.
Anttila, som var fjäderviktare, blev olympisk guldmedaljör i fristil 1920 och i grekisk-romersk brottning 1924. Han upprättade 1932 ett beställningsskrädderi i Helsingfors. Rörelsen, Anttila Oy, utvidgades 1952 med postorderförsäljning, och 1954 grundades Finlands första lågprisvaruhus i Helsingfors. Anttila övertogs 1976 av Tukkukauppojen Oy och efter detta företags uppdelning 1996–1997 av Kesko Oyj. Anttila hade 2010 31 varuhus, åtta inredningsvaruhus (Kodin Ykkönen) och 2 600 anställda.

## Utmärkelser
- Finlands idrottskulturs förtjänstkors i guld[3]

[Redigera Wikidata]